# مول مصر
مول مصر (بالإنجليزية: Mall of Egypt)‏ هو مول ومركز تجاري ضخم يقع في جمهورية مصر العربية بمدينة السادس من أكتوبر. افتتح المول في مارس 2017 وترجع إدارته وملكيته إلى مجموعة ماجد الفطيم. يقع المول على طريق الواحات بطريق الواحات بالقرب من هضبة الأهرام على مساحة تصل إلى 165000 متر مربع بتكلفة استثمارية بلغت 722 مليون دولار. يضم المول أول منحدر تزلج داخلي على الجليد في إفريقيا، و21 قاعة عرض سينمائي.

## سكي مصر
سكي مصر (بالإنجليزية: Ski Egypt)‏ هو حوض للتزلج الداخلي بمساحة 22,000 متر مربع، ودرجة حرارة 2 تحت الصفر (7000 طن من الثلج)، افتتح في مارس 2017.

## وصلات خارجية
- الموقع الرسمي
- مول مصر على موقع Google Play (الإنجليزية)